# アンジェリーノ・アルファノ
アンジェリーノ・アルファノ（イタリア語: Angelino Alfano、1970年10月31日 - ）は、イタリアの政治家。自由の人民（PdL）幹事長、新中道右派（NCD）党首、人民の選択肢（AP）代表。
右派・左派の連立政権を渡り歩き、シチリア州議会議員や代議院（下院）議員を経て副首相・内務大臣・法務大臣・外務大臣などの閣僚職を歴任した。

## 来歴

### ベルルスコーニの腹心として
シチリア州アグリジェント県、アグリジェント出身。サクロ・クオーレ・カトリック大学、パレルモ大学で学ぶ。政治に関しては穏健な中道右派の支持者としてキリスト教民主主義（DC）に入党していた。
1994年、タンジェントポリを契機にDCを離党し、シルヴィオ・ベルルスコーニ率いるフォルツァ・イタリア（FI）に入党した。党公認候補としてシチリア州議会選挙に擁立、当選して政界に進出した。
2001年、総選挙にFIから立候補し、代議院議員に当選して国政進出を果たした。
2008年、FIがイタリア国民同盟（AN）と選挙連合として自由の人民（PdL）を結成し、政権を奪回すると第三次ベルルスコーニ政権の法務大臣に抜擢された。イタリア史上最年少での法相就任となり、AN党首のジャンフランコ・フィーニ下院議長と並んでベルルスコーニの後継者とも見られていた。
2009年、PdLが政党化された事から同党の議員となる。
2010年、ジャンフランコ・フィーニ下院議長がベルルスコーニ首相の汚職問題を糾弾し、イタリアのための未来と自由（FLI）を結党してPdLを離党。
2011年、PdLの党幹事長に選出。党の結束維持に尽力するも、翌年にAN出身のイグナジオ・ラ・ルッサ元国防大臣、ジョルジャ・メローニ元無任所大臣らがイタリアの同胞（Fdl）を結党、離党ドミノが続く事態となる。
2013年、総選挙で五つ星運動（M5S）が躍進した事で、PdLはイタリア民主党（PD）と左派・右派の大連立政権を樹立し、自らもエンリコ・レッタ政権の副首相兼内相に就任した。

### 離反
大連立政権内では汚職容疑で追及を受けるベルルスコーニの処遇を巡り、PdLとPDの意見が対立していた。同年9月、党首であるベルルスコーニの決定によってPdL所属の全閣僚が辞任を命じられ、党議拘束に従い副首相から退任したが内相には留まり、またベルルスコーニへの明らかな不満を声明した。次いでベルルスコーニが議員資格停止を求める採決に対抗してレッタ内閣の倒閣を狙い始めると、遂にPdL指導部と敵対した。
PdLのロベルト・フォルミゴーニ議員が不信任案に造反したのを支持して自らも不信任案に反対する事を示唆した。面目を失う展開を恐れたベルルスコーニは自身が画策した不信任案に反対票を投じる屈辱を味わい、レッタ政権への倒閣運動も失敗に終わった。一連の行動でPD側の信頼を得たが、反対に政治上の師であるベルルスコーニやPdL指導部との関係が悪化していった。
同年11月15日、ベルルスコーニが自派の建て直しの為にPdLを解散してFIを再結党と大連立からの離脱を決めた事にも強く反対、院内会派として新中道右派（NCD）を結党して離党の準備を始めた。翌日の党大会でPdLが解散されるとNCDを政党化し、自派議員と大連立政権に残留して引き続き内務大臣を務めた。
2014年、PDの若手政治家であったマッテオ・レンツィが首相に抜擢されたが、レンツィ政権でも引き続き内務大臣に留任した。
2016年、憲法改正に失敗したレンツィ政権が総辞職して新たにPDのパオロ・ジェンティローニが首相になると、外務大臣に就任した。
2017年、NCDを新党・人民の選択肢（AP）に再編してより中道寄りの政策を標榜した。

### 失脚
2018年、総選挙において中道主義政党の連合体として一般市民のリスト（CP）を結成、中道左派連合に参加して選挙に臨んだ。しかし選挙で中道左派連合は大敗を喫し、自身も落選した。